# Andreas Kappes
Andreas Kappes (Bréma, 1965. december 23. – 2018. július 30.) világbajnoki ezüstérmes német kerékpárversenyző.

## Pályafutása
Részt vett az 1984-es Los Angelesi olimpián, de eredmény nélkül zárta a versenyt. 1996 és 1999 között egy világbajnoki ezüst- és három bronzérmet szerzett.

## Sikerei, díjai
- Világbajnokság
  - ezüstérmes: 1998 (pontverseny)
  - bronzérmes: 1996, 1998, 1999 (mind Madison)